# Condado de Belknap
El condado de Belknap es un condado del estado de Nuevo Hampshire, Estados Unidos. Tiene una población estimada, a mediados de 2024, de 65 257 habitantes.
La sede del condado es Laconia. 

## Geografía
Según la Oficina del Censo, tiene una superficie total de 1217.3 km², de los cuales 1040.8 km² corresponden a tierra firme y 176.5 km² están cubiertos de agua.

## Demografía

### Censo de 2020
Según el censo de 2020, en ese momento el condado tenía una población de 63 705 habitantes.  La densidad de población era de 61.2 hab./km². Había 38 252 unidades habitacionales, lo que representaba una densidad de 37/km². El 92.82% de los habitantes eran blancos, el 0.56% eran afroamericanos, el 0.20% eran amerindios, el 0.92% eran asiáticos, el 0.02% eran isleños del Pacífico, el 0.62% eran de otras razas y el 4.85% eran de una mezcla de razas. Del total de la población, el 1.98% eran hispanos o latinos de cualquier raza.

### Estimación 2019-2023
Según la estimación 2019-2023 de la Oficina del Censo, los ingresos medios de los hogares del condado son de $97,692 y los ingresos medios de las familias son de $111,372. Los ingresos per cápita en los últimos doce meses, medidos en dólares de 2023, son de $47,000.

## Comunidades

### Ciudades
- Laconia

### Lugares designados por el censo (census-designated places,CDP)
- Alton
- Belmont
- Meredith
- New Hampton
- Tilton-Northfield (parcialmente; la localidad de Northfield está ubicada en el condado de Merrimack)

## Municipios (towns)
A diferencia de lo que ocurre en otros estados de los Estados Unidos con los townships, en los estados de Nueva Inglaterra los towns son subdivisiones administrativas que constituyen corporaciones municipales con plenos poderes, equivalentes a los de una ciudad o un condado.
El condado de Belknap está subdividido en diez municipios (towns), que son los siguientes:
- Alton
- Barnstead
- Belmont
- Center Harbor
- Gilford
- Gilmanton
- Meredith
- New Hampton
- Sanbornton
- Tilton

La única ciudad es la sede del condado, Laconia.